# Târsa-Plai, Alba
Târsa-Plai este un sat în comuna Avram Iancu din județul Alba, Transilvania, România.